# Улица Эбрею
Улица Э́брею (латыш. Ebreju iela — «Еврейская улица») — улица в Латгальском предместье города Риги, в историческом районе Московский форштадт. Пролегает в северо-восточном направлении, от улицы Маскавас до перекрёстка улиц Валерияс Сейлес и Лаувас, на всём протяжении постепенно поднимаясь в гору.
Длина улицы Эбрею составляет 230 метров. Улица полностью асфальтирована, разрешено движение в обоих направлениях. Средняя ширина проезжей части — 6 метров. Общественный транспорт по улице не курсирует.

## История
Улица Эбрею начала формироваться в середине XIX века, впервые упоминается в адресной книге 1846 года как «у Еврейского кладбища» (нем. Ebräische Begräbnissplatz). В справочнике 1861 года — Еврейско-Кладбищенская улица (латыш. Ebreju kapu iela, нем. Ebräische Begräbnisstrasse). Современное название (рус. Еврейская улица, нем. Ebräerstrasse) было присвоено в 1885 году.
В 1923 году была переименована в улицу Жиду (латыш. Žīdu iela), в 1938 — в улицу Рундену (латыш. Rundēnu iela, в честь волостного села Рундены в Лудзенском уезде). Во время оккупации Риги в годы Второй мировой войны улица служила одной из границ Рижского гетто, с 1942 по 1944 год называлась улицей Нирзас (латыш. Nirzas iela, нем. Nersasstrasse). В 1944 году было восстановлено название «улица Рундену»; в 1967 году улицу переименовали в честь Якова Алксниса (латыш. Jēkaba Alkšņa iela), а в 1990 году вернулось историческое название Ebreju iela.

## Примечательные объекты
- Почти всю нечётную сторону улицы Эбрею занимает Старое еврейское кладбище. У входа на кладбище от перекрёстка улиц Эбрею и Ликснас установлен памятный камень со звездой Давида (1989, скульптор Улдис Стергс; до 1992 был установлен в сквере у Большой хоральной синагоги на улице Гоголя).
- На улице Эбрею частично сохранилась историческая застройка[2]. Значительную часть чётной стороны занимает угловой дом № 2 по ул. Валерияс Сейлес (1929, архитектор Хейнц Пиранг[латыш.]) — памятник архитектуры регионального значения[6].

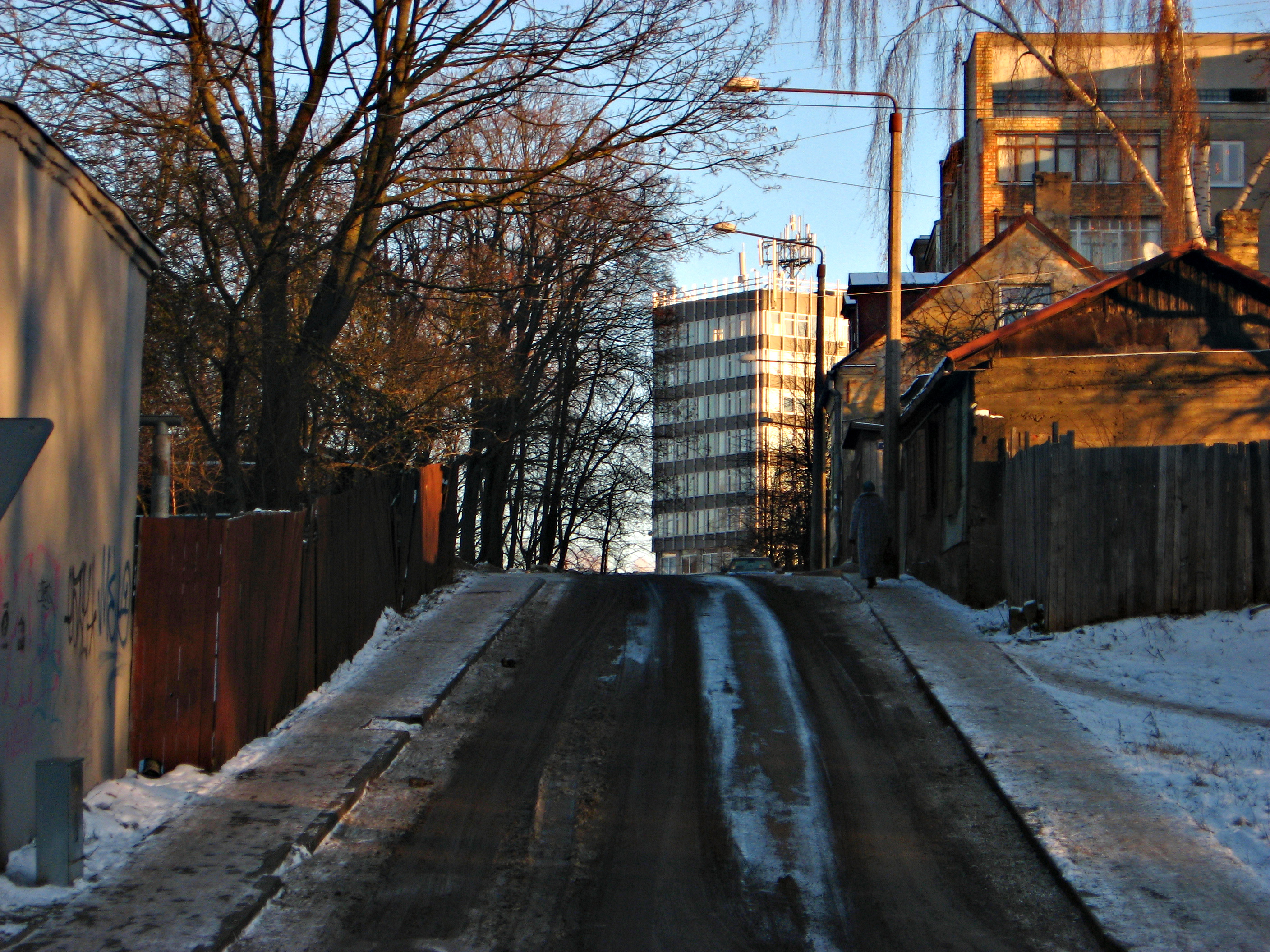
Вид от улицы Маскавас
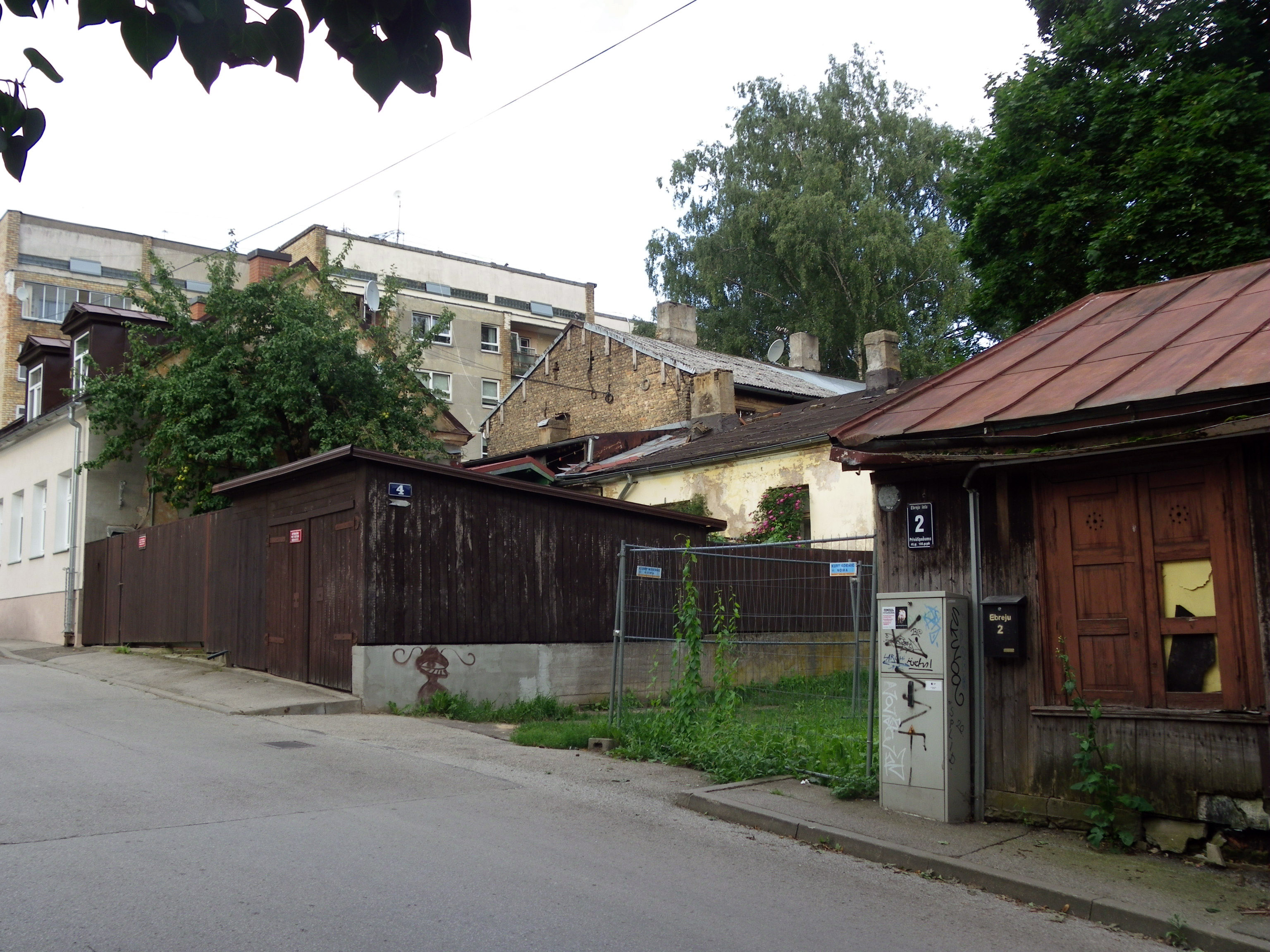
Старая застройка
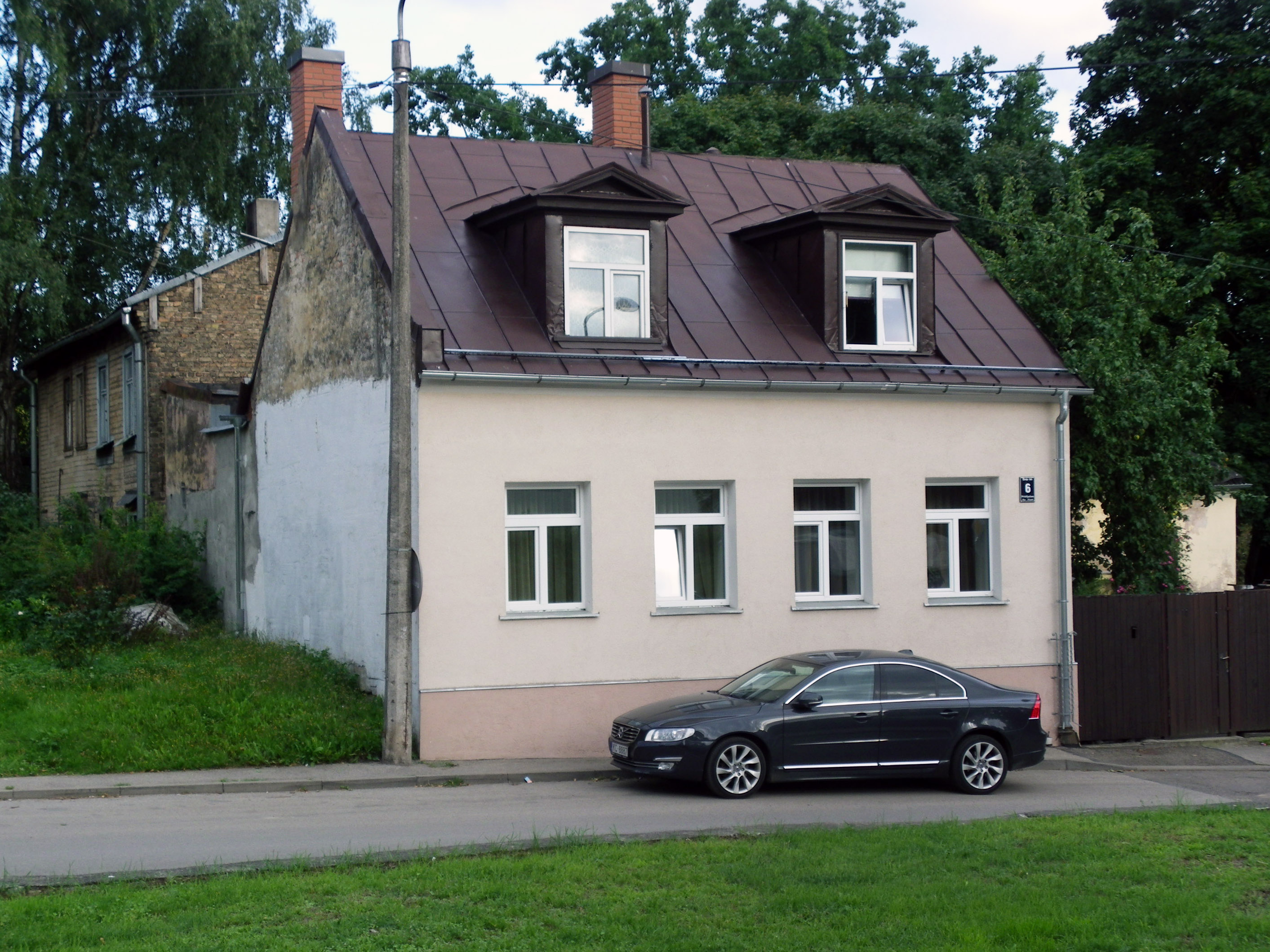
Дом № 6
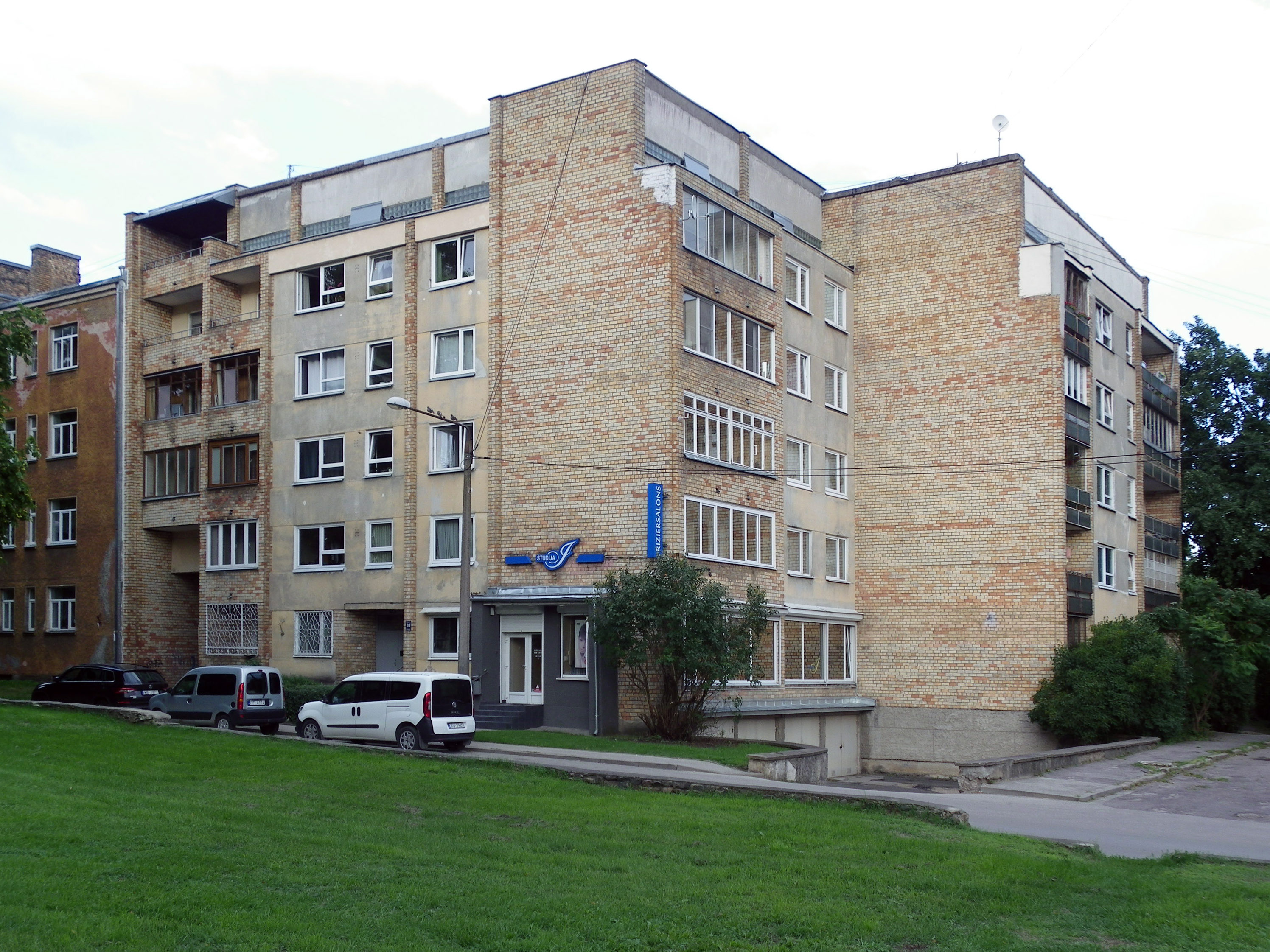
Дом № 10

## В искусстве
- Улица Эбрею дала название одноимённому латвийскому документальному фильму, снятому режиссёром Герцем Франком в 1992 году. Фильм посвящён трагедии Рижского гетто[7].

## Прилегающие улицы
Улица Эбрею пересекается со следующими улицами:
- улица Маскавас
- улица Ликснас
- улица Валерияс Сейлес
- улица Лаувас